# فهرست وابسته‌های دیپلماتیک مصر

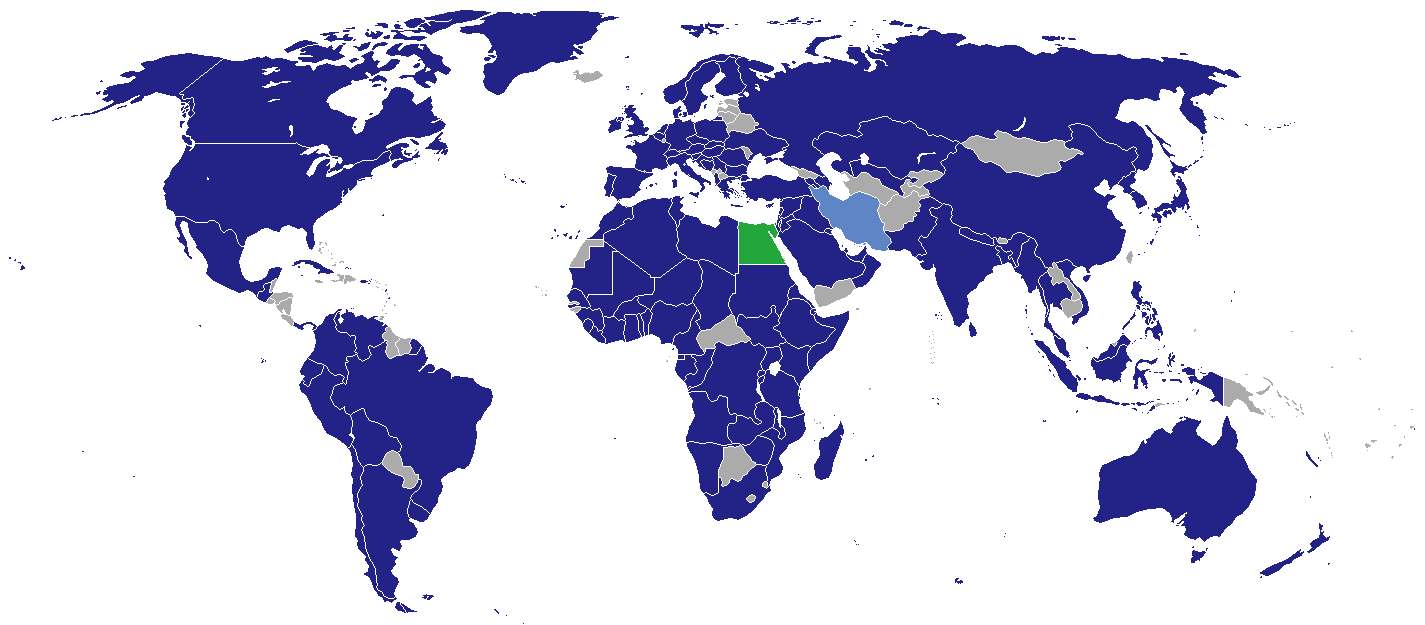
روابط دیپلماتیک مصر
مصر
سفارت‌های مصر
کشورهای دارای دفتر حفاظت منافع مصر

این مقاله فهرستی از ماموریت‌های دیپلماتیک مصر به ازای مراکز کنسولگری در سراسر جهان است. مصر دارای حضور دیپلماتیک گسترده‌است.

## با ایران
رابطهٔ سیاسی این دو کشور تا قبل از انقلاب ایران در سال ۱۳۵۷، در بالاترین سطح روابط قرار داشت. اما پس از انقلاب روابط این دو کشور پایین آمد. ایران در سال ۱۹۷۹ میلادی در اعتراض به امضای پیمان کمپ دیوید بین قاهره و تل آویو روابط خود را با مصر قطع کرد. پس از انقلاب مصر (۲۰۱۱) دو کشور تلاش‌هایی را در جهت گسترش روابط آغاز کرده‌اند.

## آفریقا

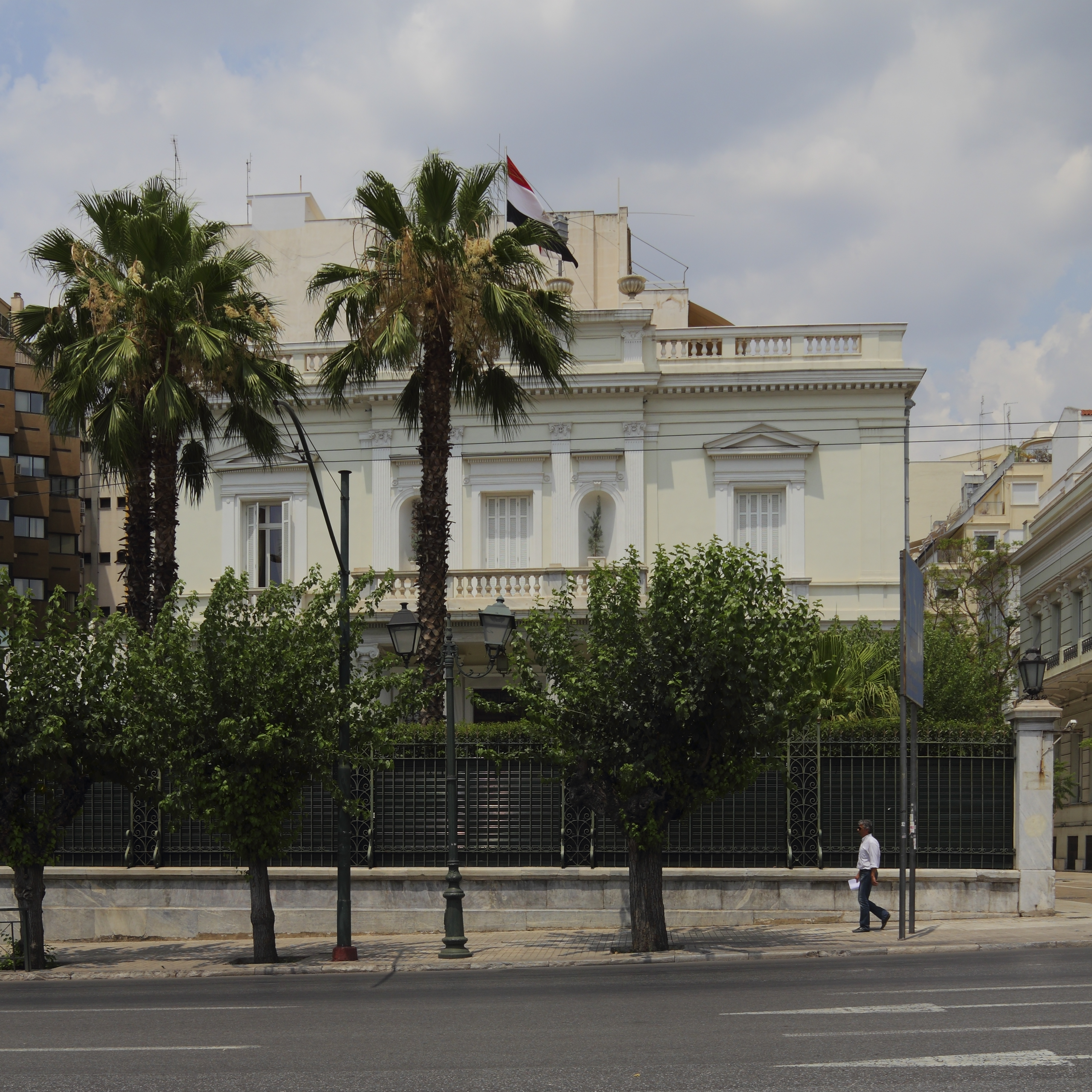
سفارت مصر در آتن

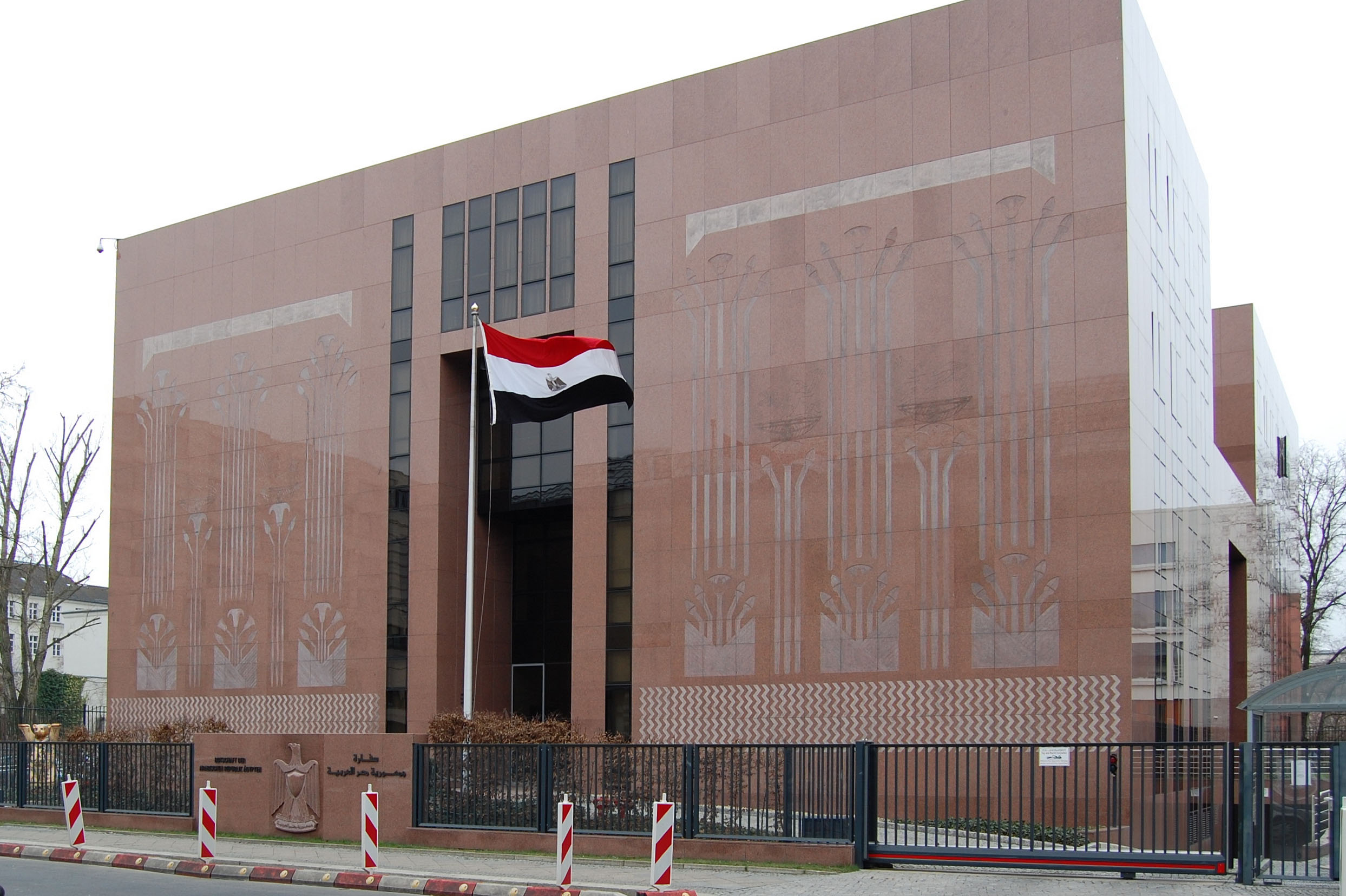
سفارت مصر در برلین

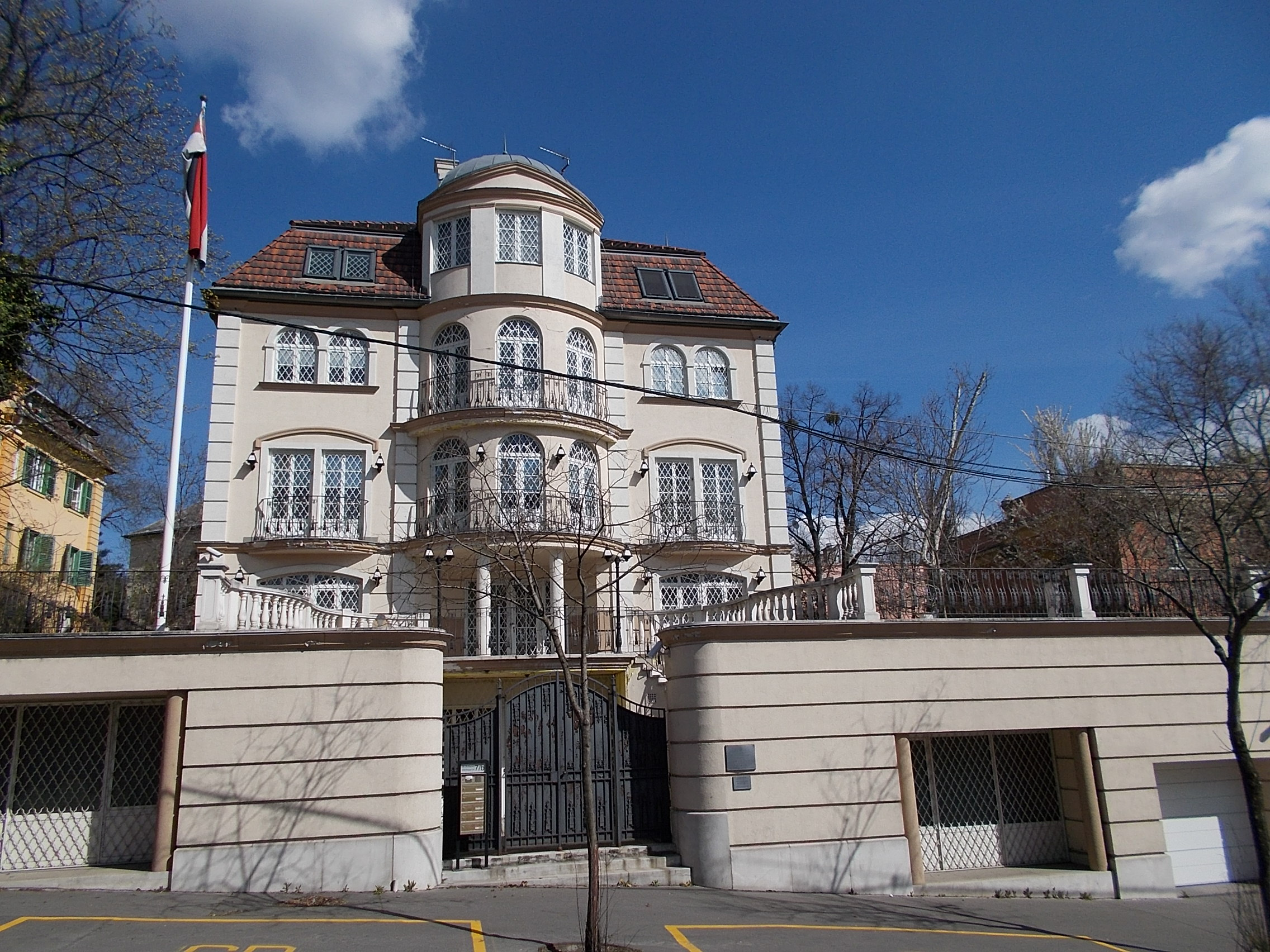
سفارت مصر در بوداپست

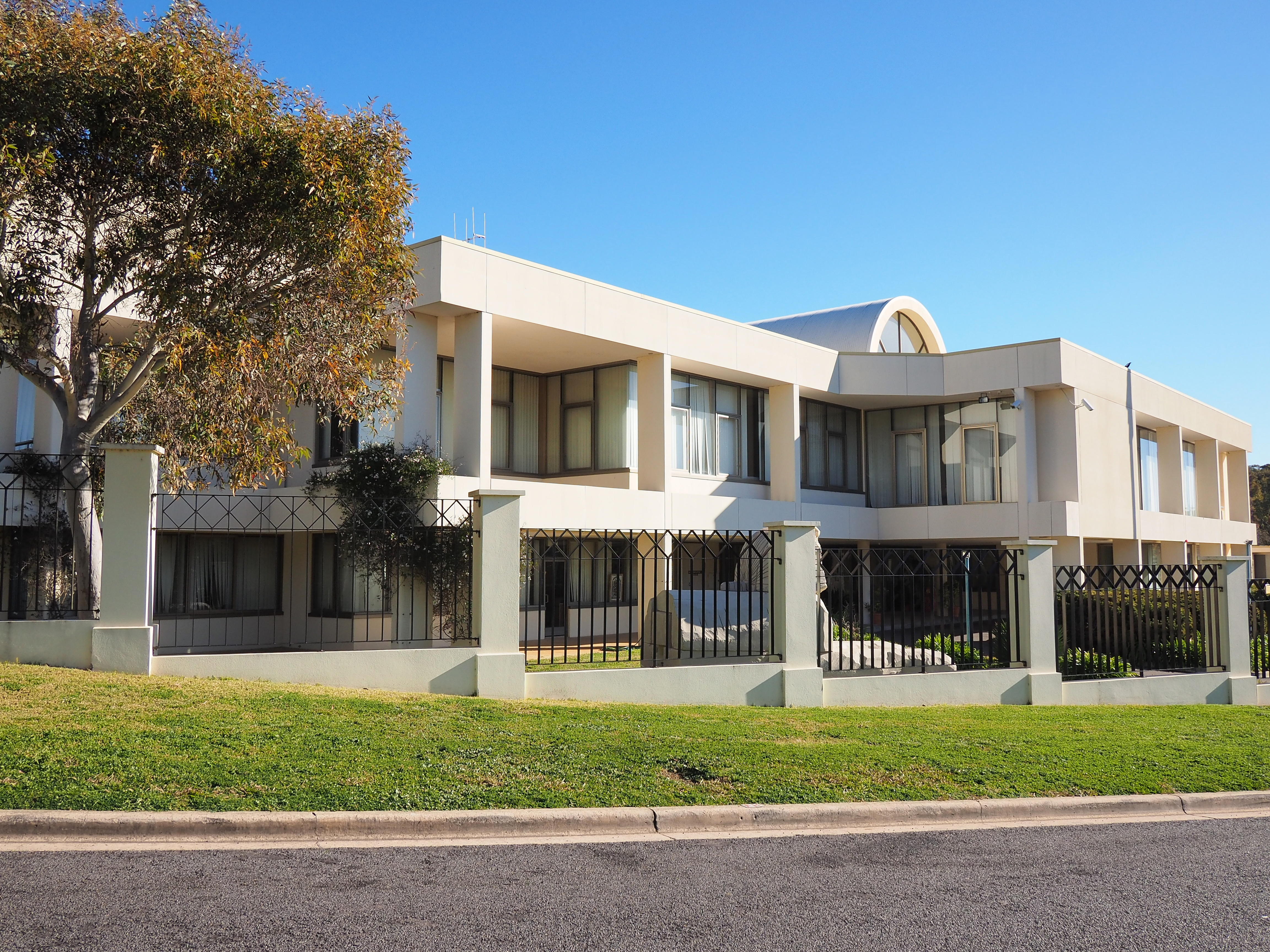
سفارت مصر در کانبرا

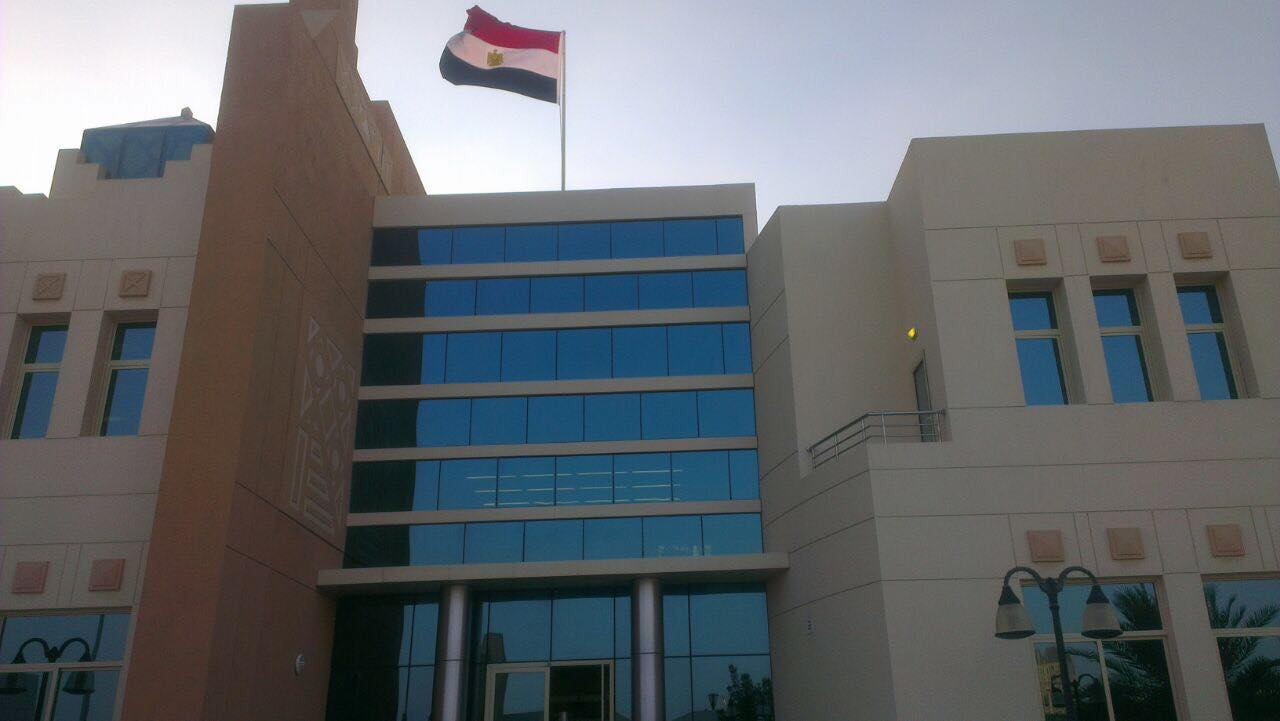
سفارت مصر در دوحه

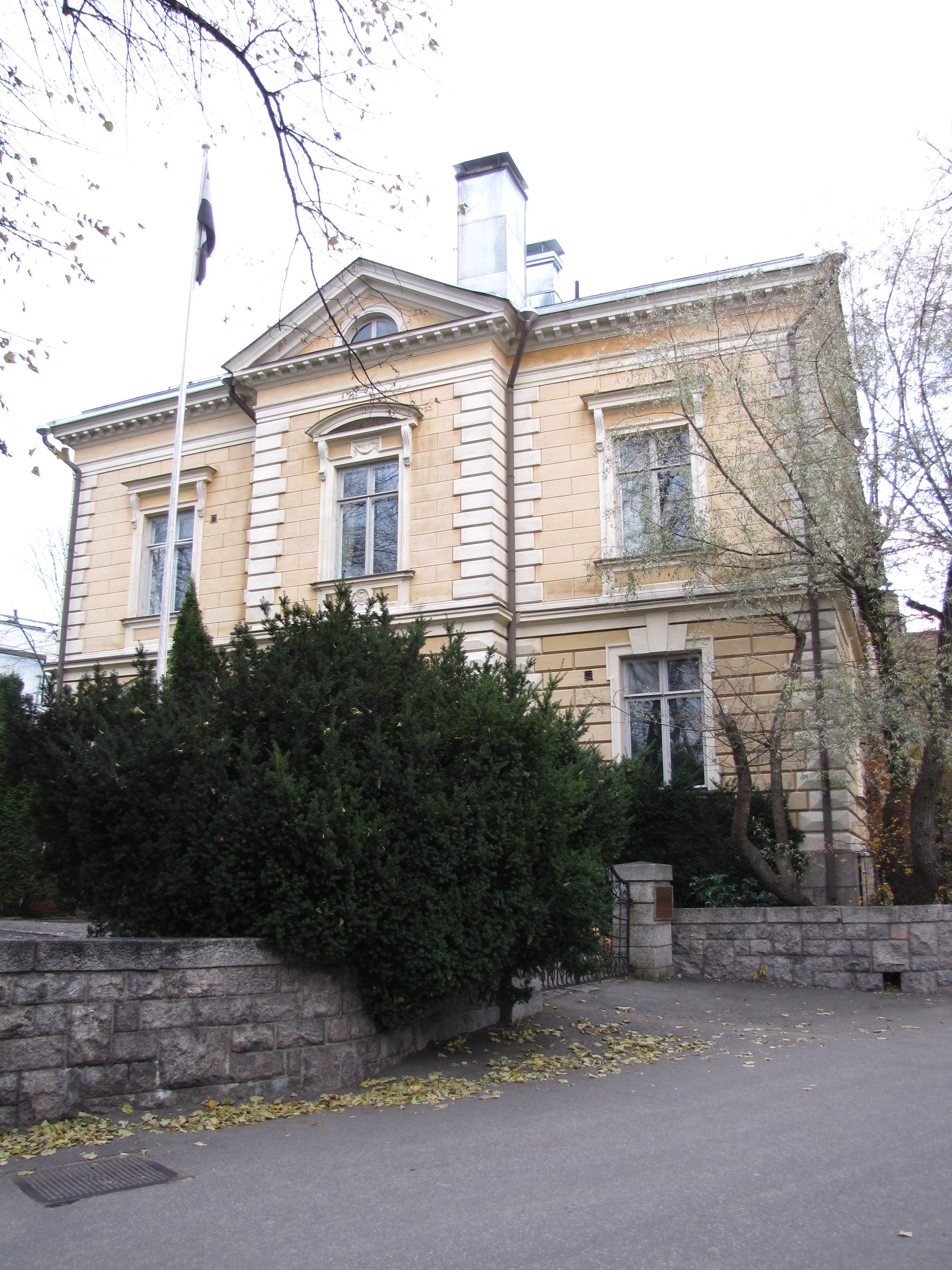
سفارت مصر در هلسینکی

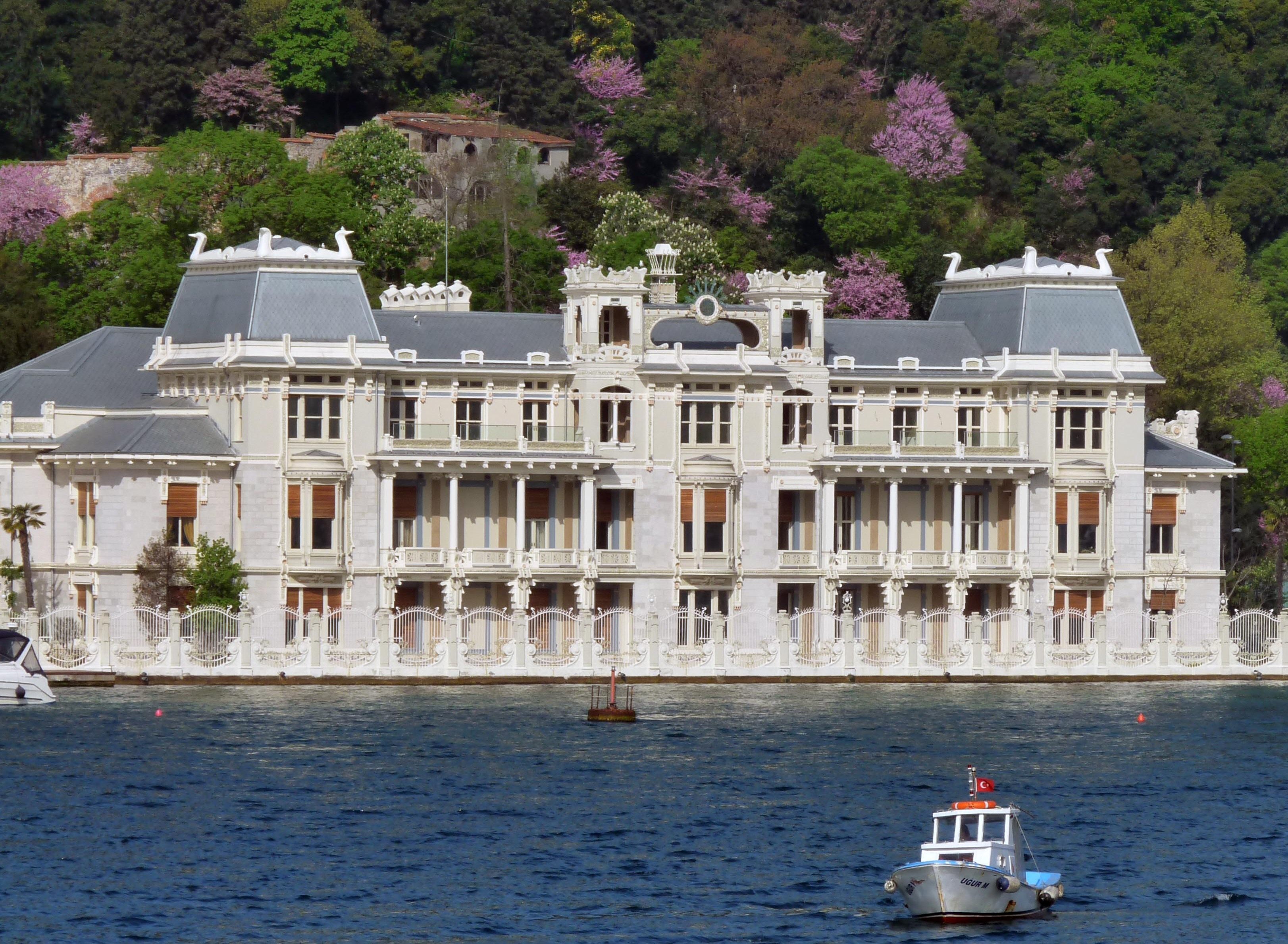
کنسولگری کل مصر در استانبول

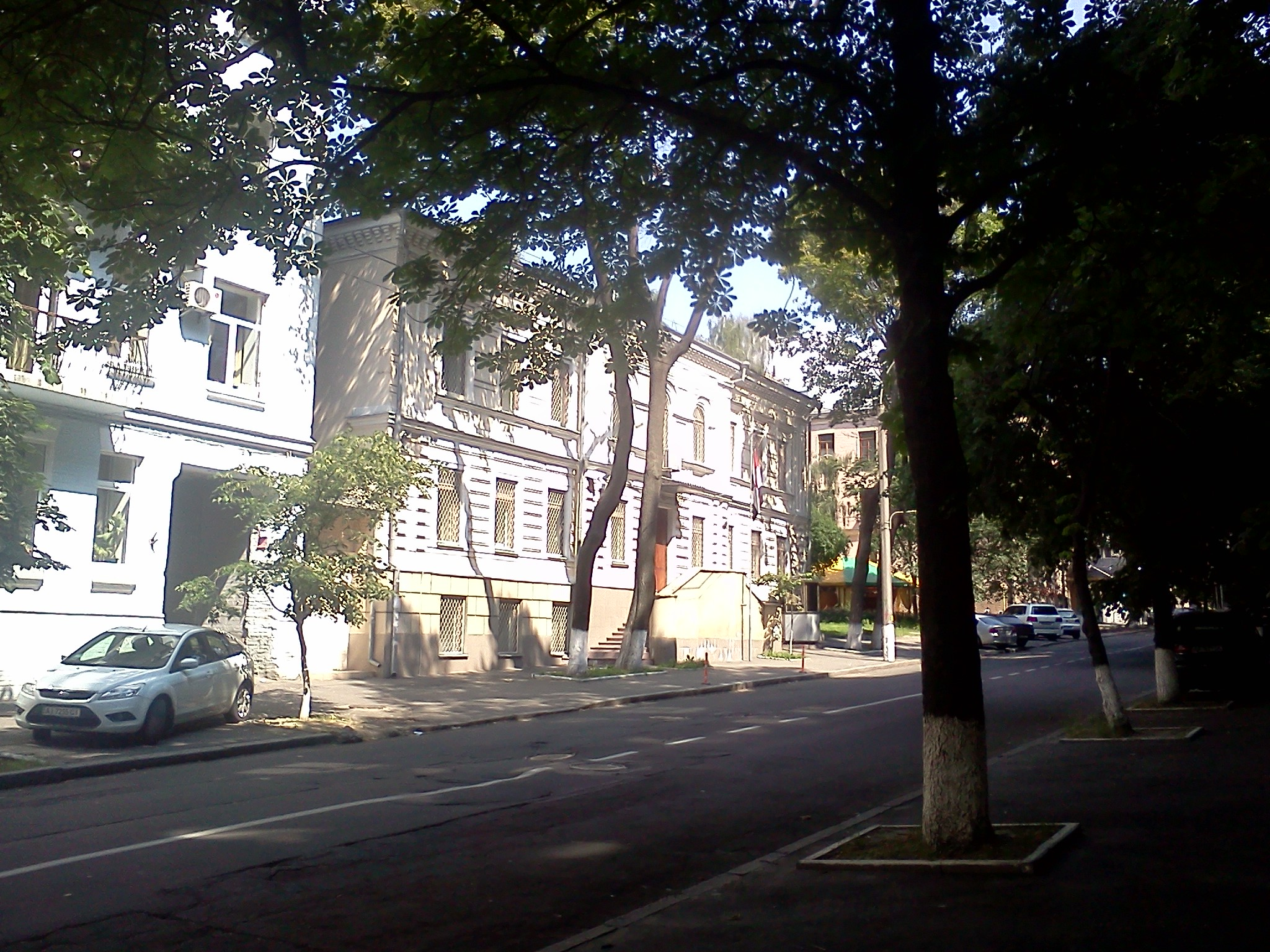
سفارت مصر در کیف

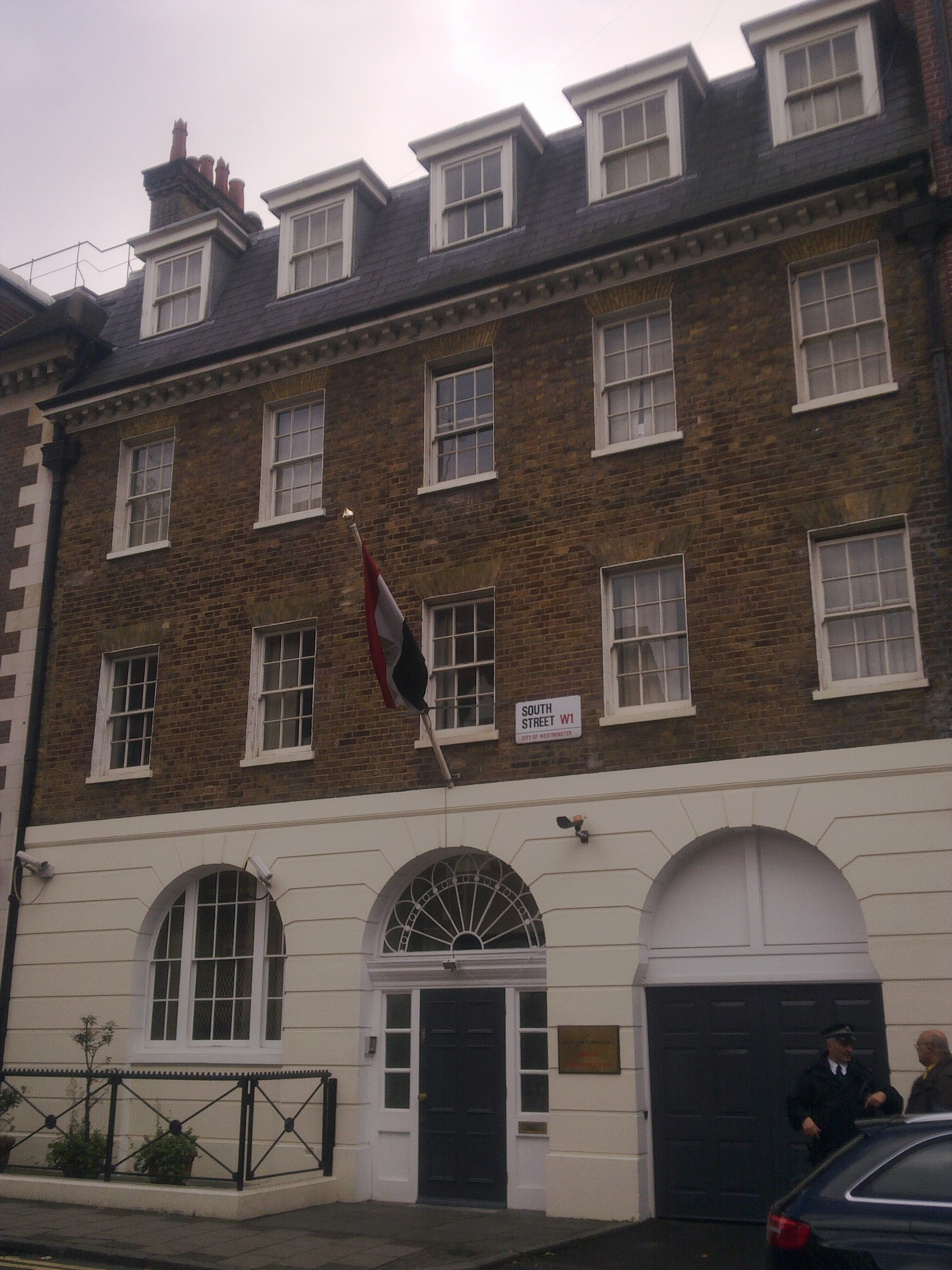
سفارت مصر در لندن

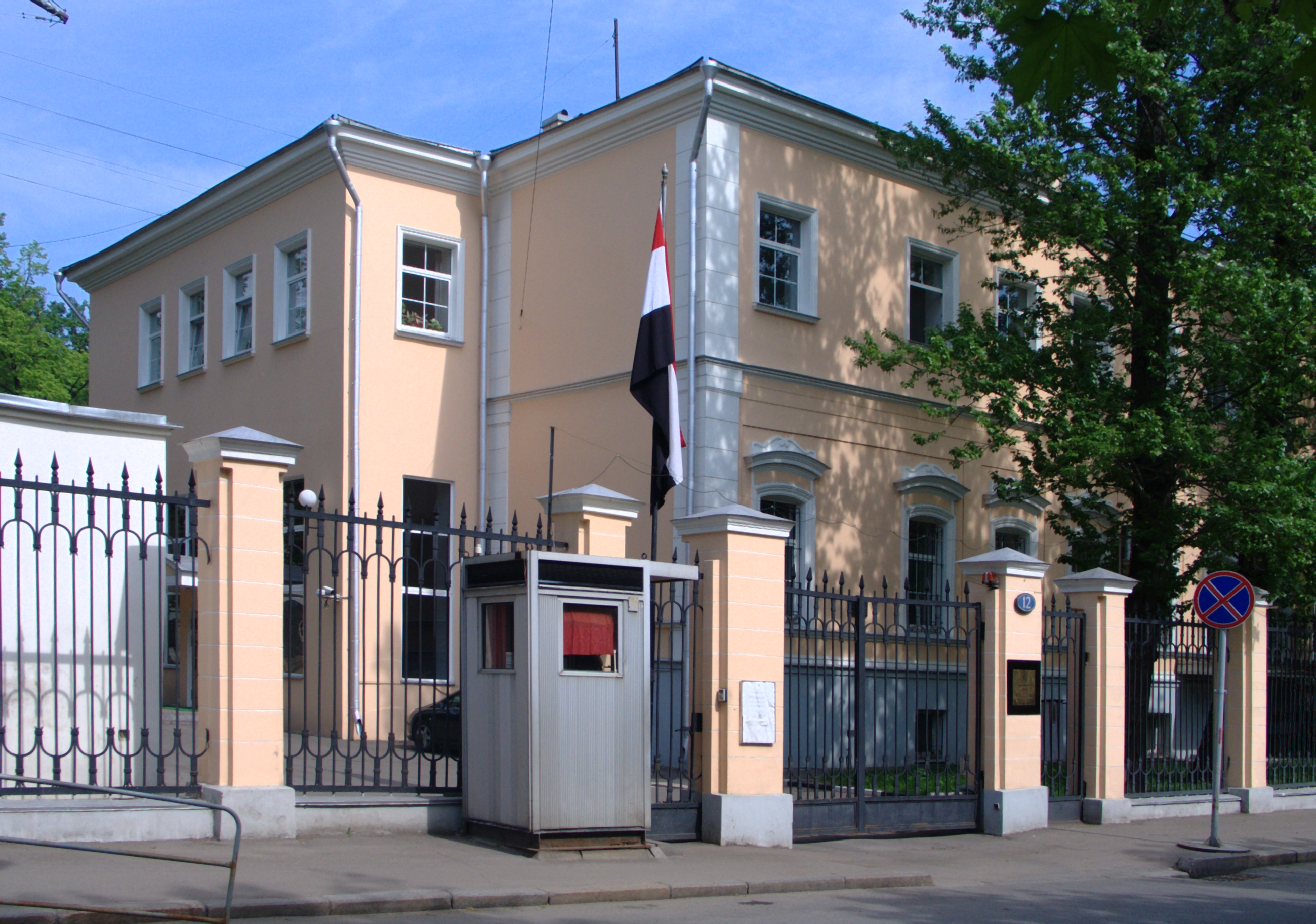
سفارت مصر در مسکو

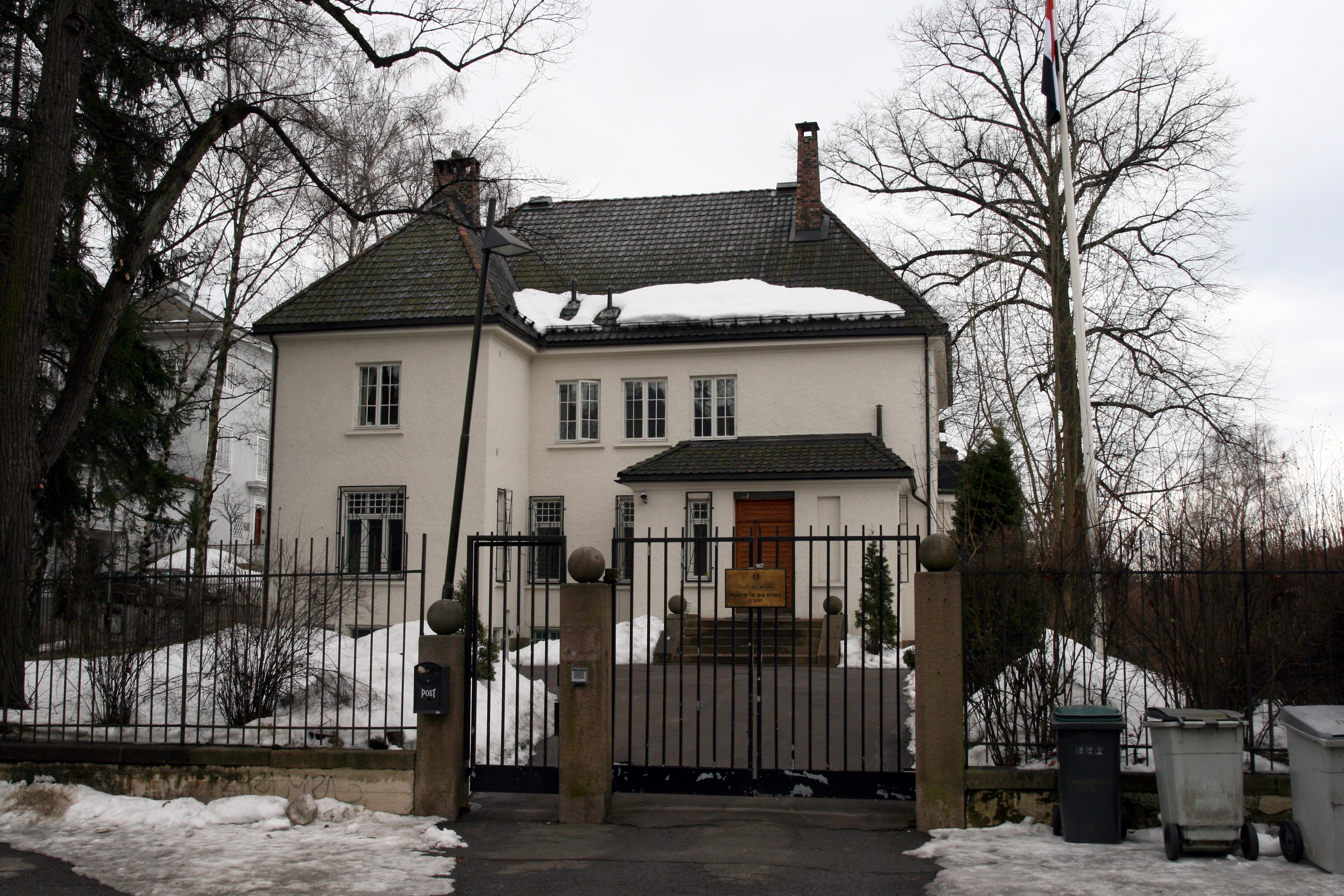
سفارت مصر در اسلو

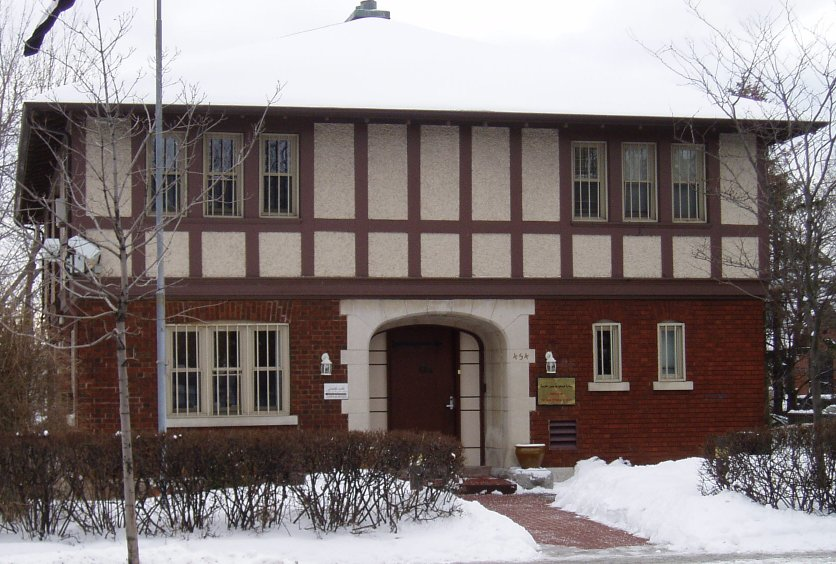
سفارت مصر در اتاوا

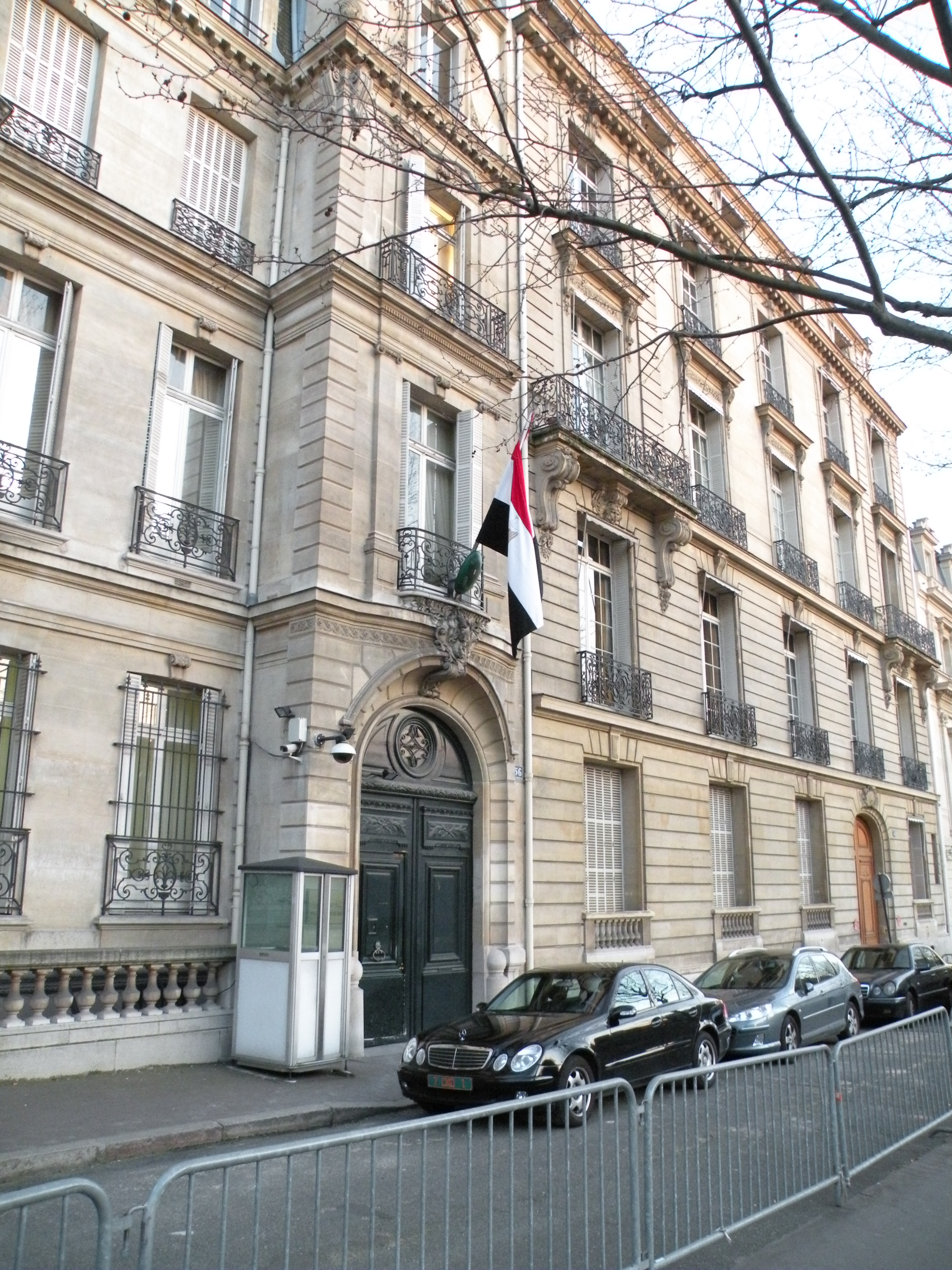
سفارت مصر در پاریس

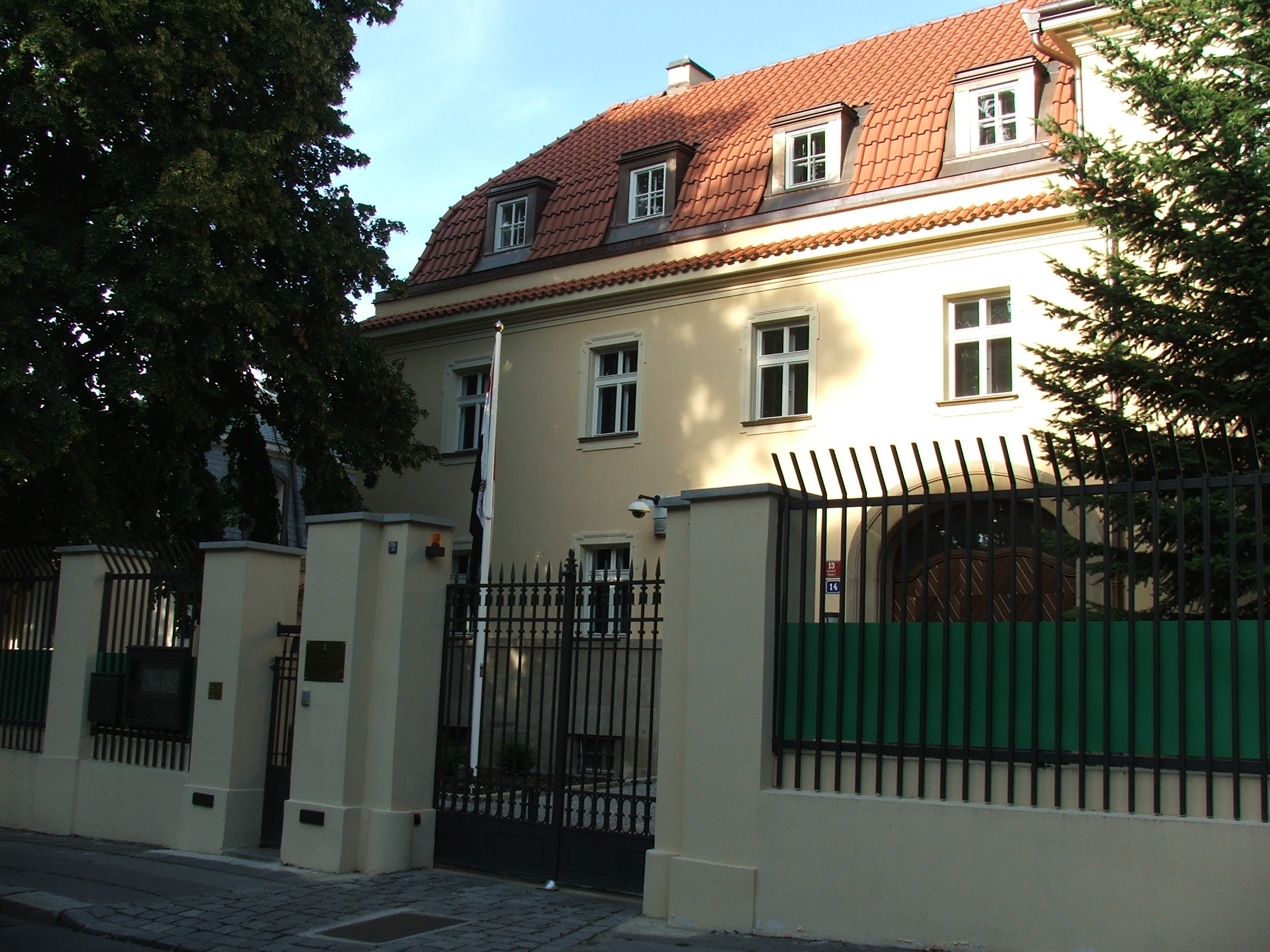
سفارت مصر در پراگ

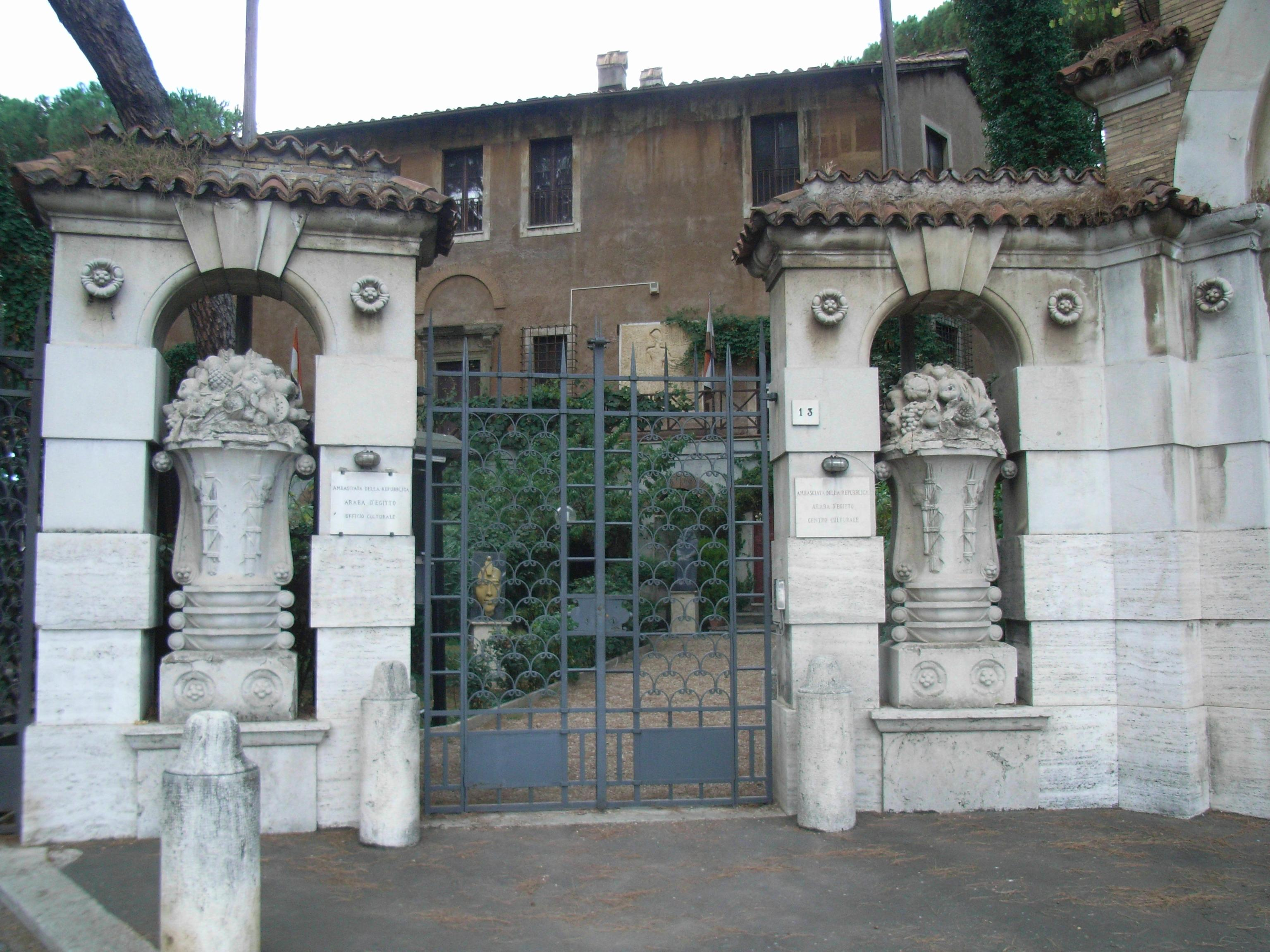
سفارت مصر در رم

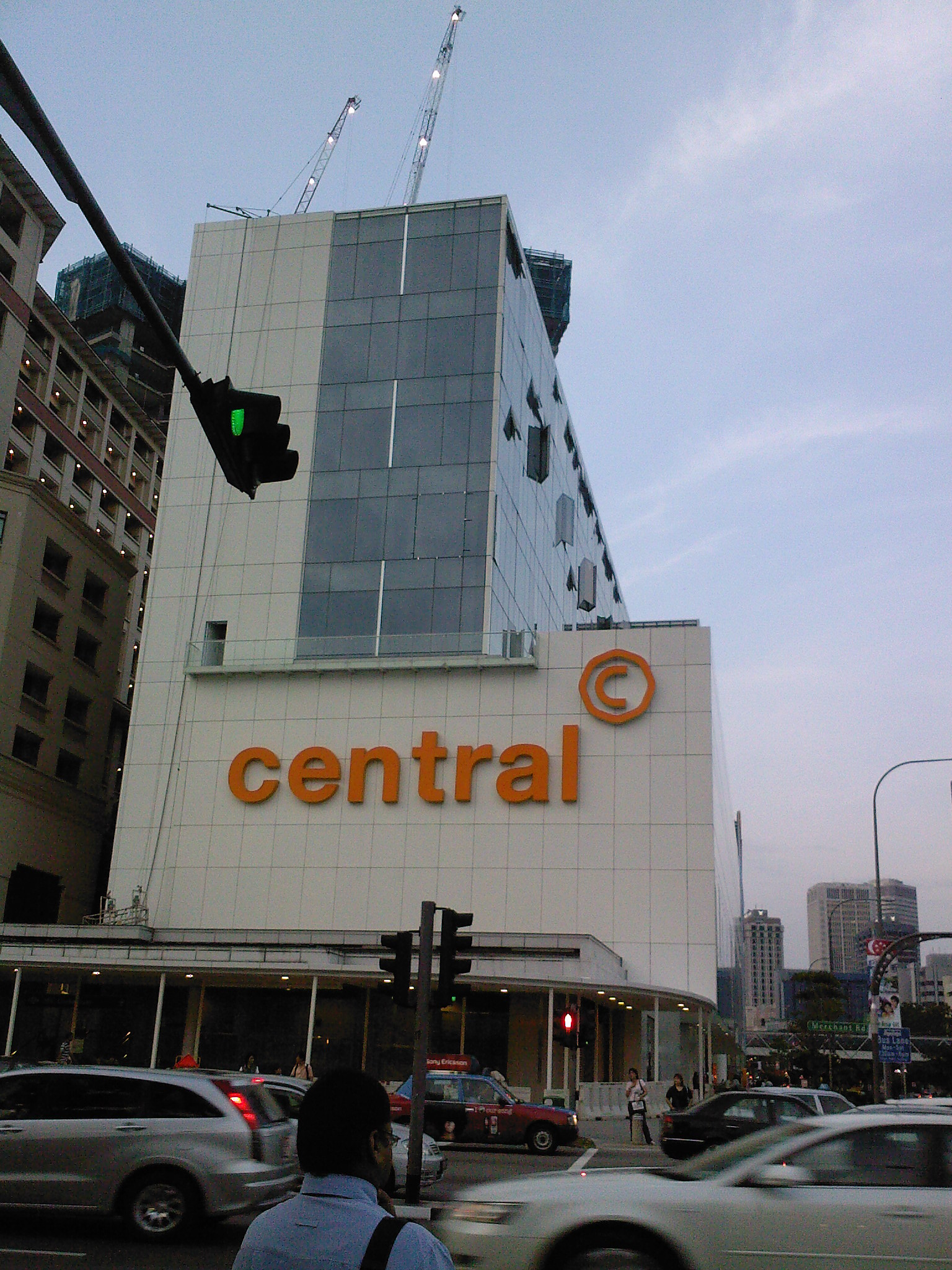
سفارت مصر در سنگاپور در طبقه ۲۵ برج اداری در مرکزی.

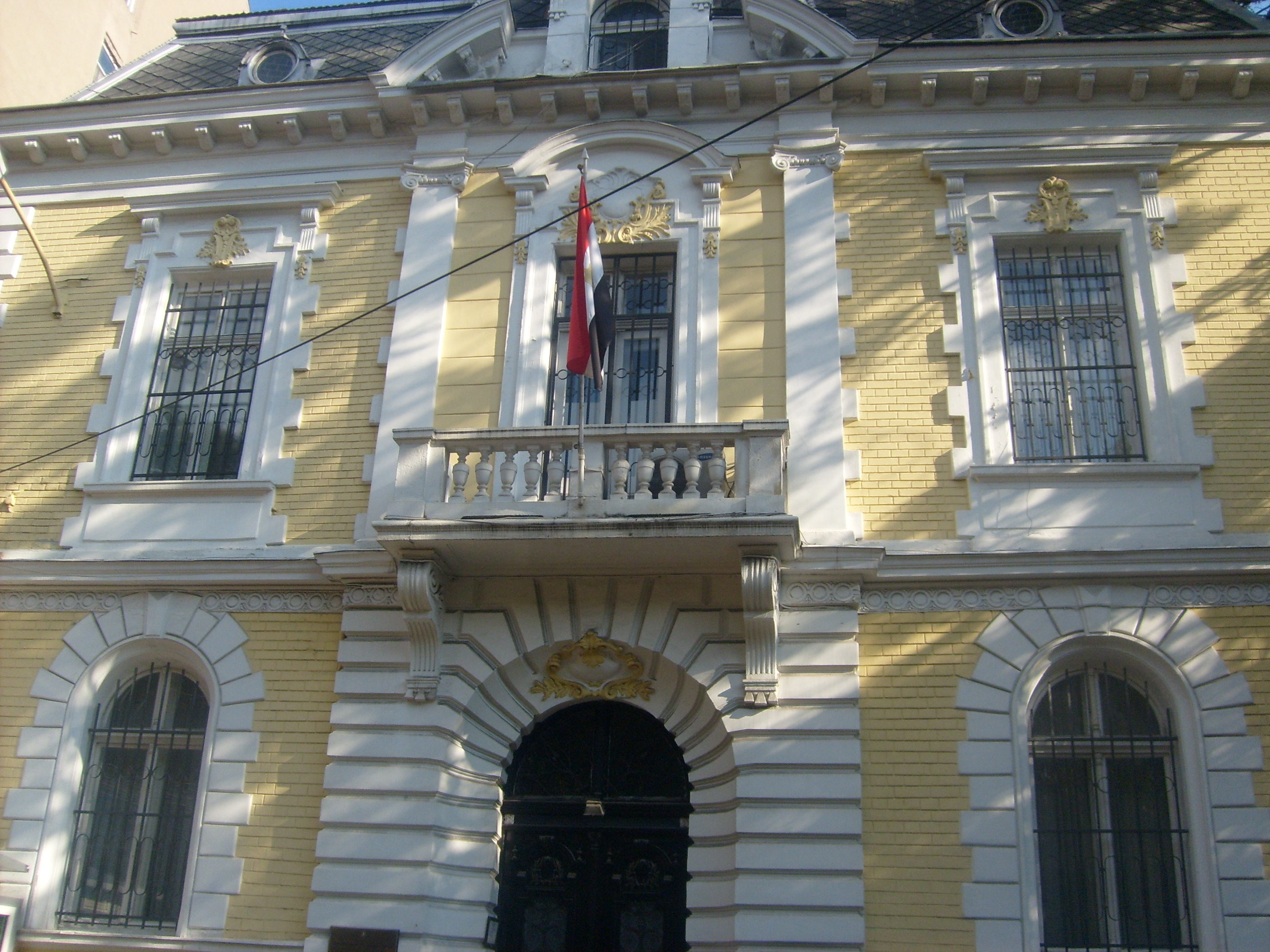
سفارت مصر در صوفیه

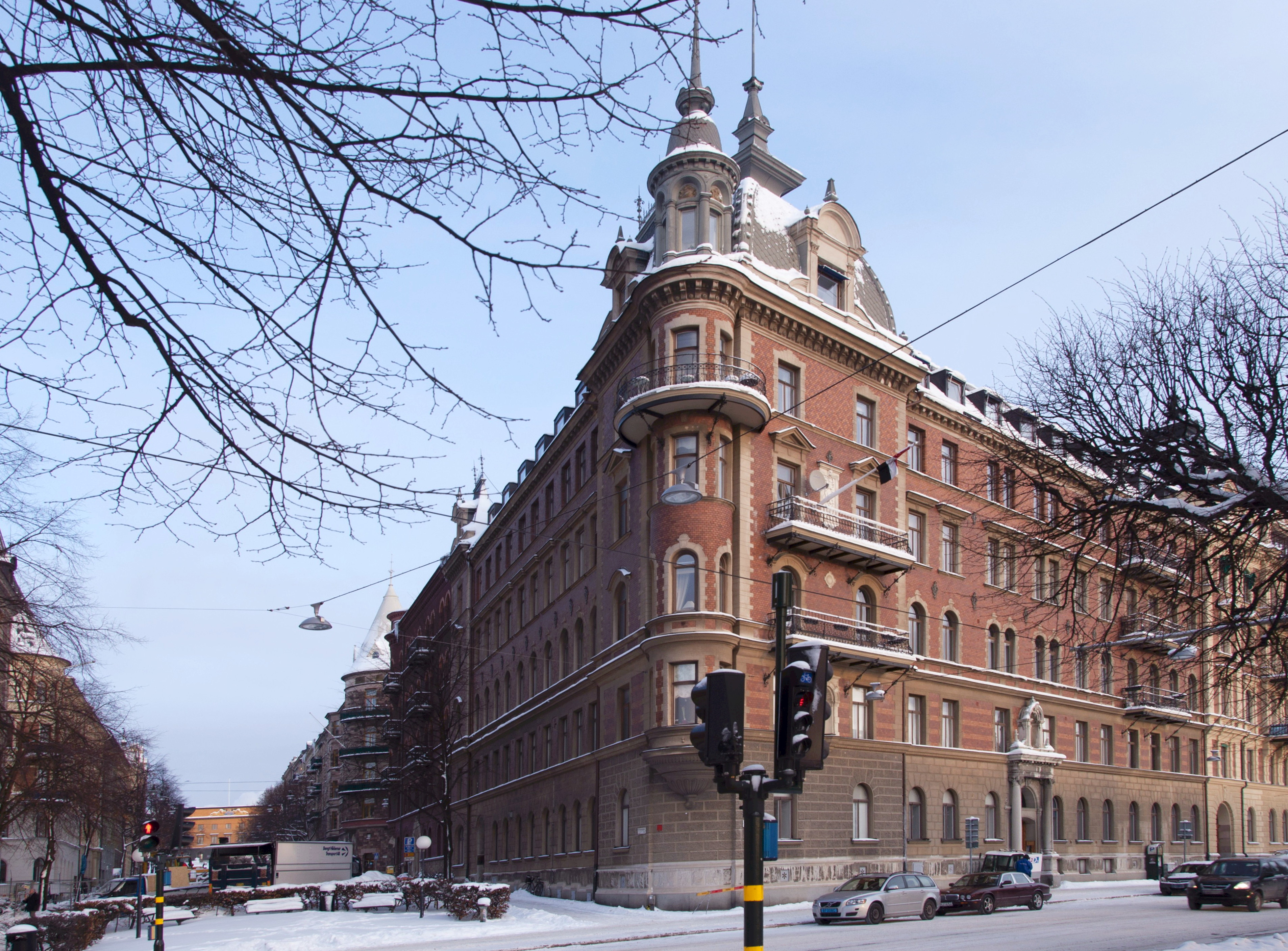
سفارت مصر در استکهلم

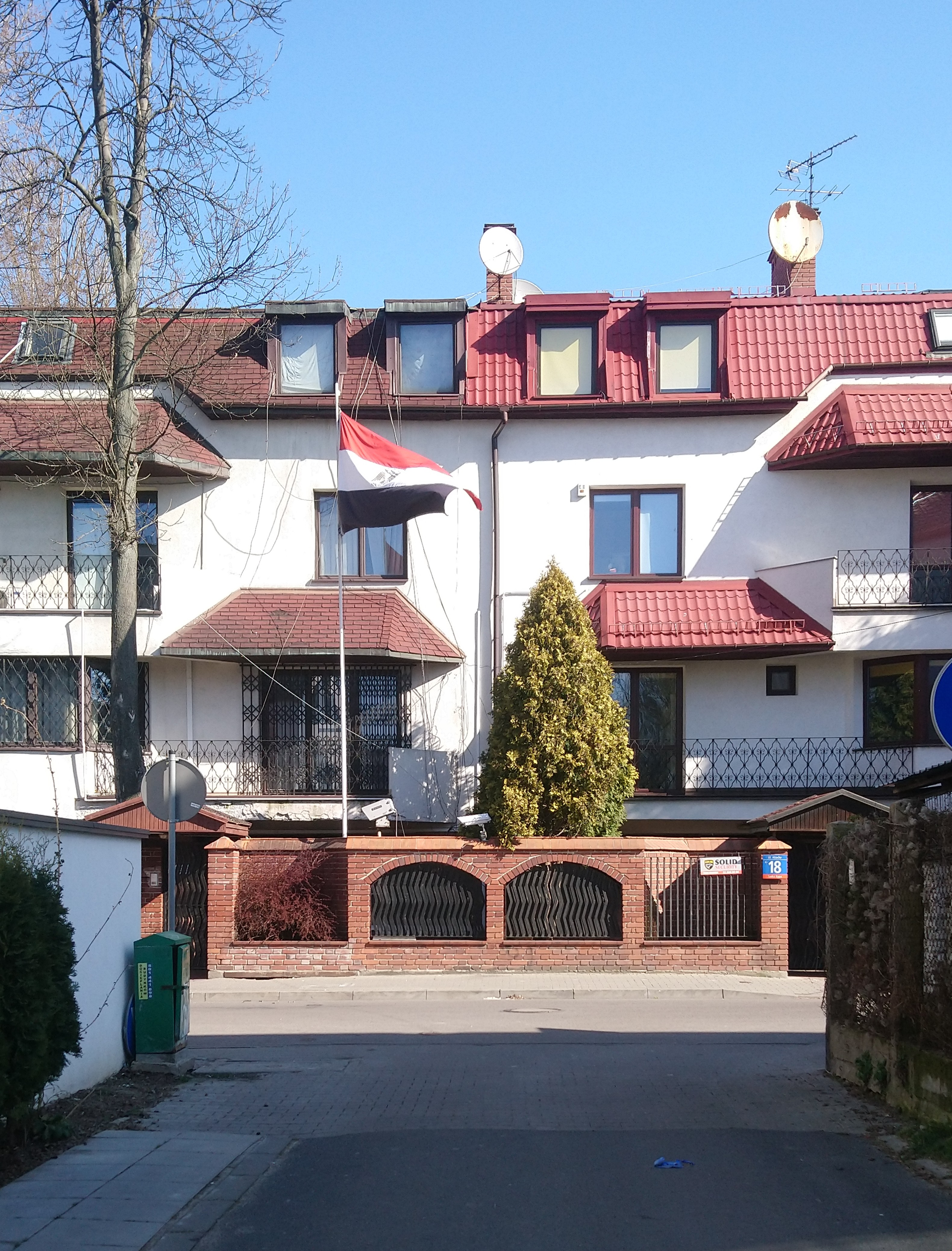
سفارت مصر در ورشو

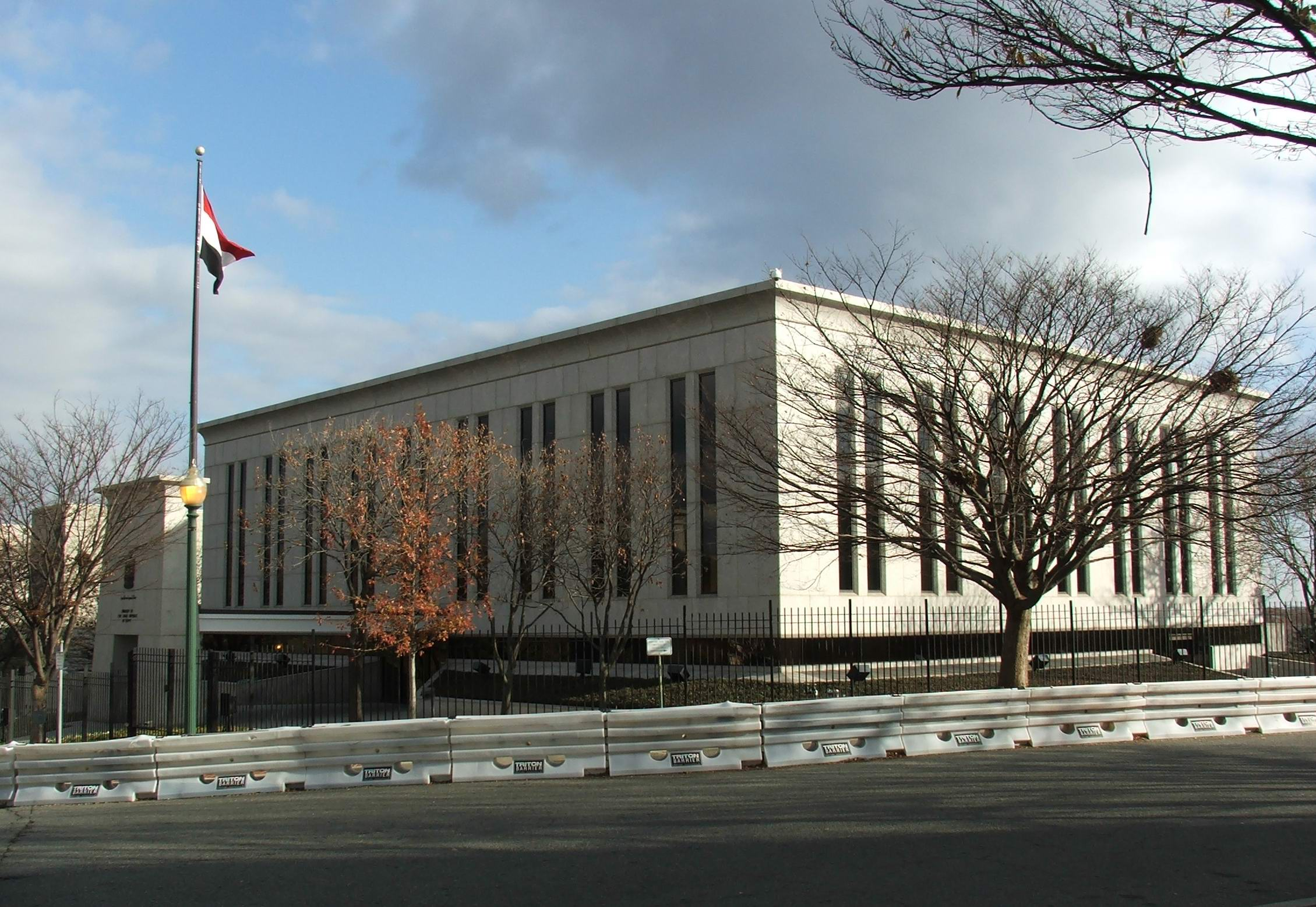
سفارت مصر در واشینگتن، دی سی

- الجزایر
  - الجزیره (سفارت)
- آنگولا
  - لواندا (سفارت)
- بنین
  - کوتونو (سفارت)
- بورکینافاسو
  - آواگادوگو (سفارت)
- بوروندی
  - بوجومبورا (سفارت)
- کامرون
  - یائونده (سفارت)
- جمهوری آفریقای مرکزی
  - بانگی (سفارت)
- چاد
  - انجامنا (سفارت)
- جمهوری کنگو
  - برازاویل (سفارت)
- جمهوری دموکراتیک کنگو
  - کینشاسا (سفارت)
- ساحل عاج
  - ابیجان (سفارت)
- جیبوتی
  - جیبوتی (سفارت)
- گینه استوایی
  - مالابو (سفارت)
- اریتره
  - اسمره (سفارت)
- اتیوپی
  - آدیس آبابا (سفارت)
- گابن
  - لیبرویل (سفارت)
- غنا
  - آکرا (سفارت)
- گینه
  - کوناکری (سفارت)
- کنیا
  - نایروبی (سفارت)
- لیبریا
  - مونروویا (سفارت)
- لیبی
  - طرابلس (سفارت)
  - بنغازی (سرکنسولگری)
- ماداگاسکار
  - آنتاناناریوو (سفارت)
- مالاوی
  - لیلونگوه (سفارت)
- مالی
  - باماکو (سفارت)
- موریتانی
  - نواکشوت (سفارت)
- موریس
  - پورت لوئیس (سفارت)
- مراکش
  - رباط (سفارت)
- موزامبیک
  - ماپوتو (سفارت)
- نامیبیا
  - ویندهوک (سفارت)
- نیجر
  - نیامی (سفارت)
- نیجریه
  - ابوجا (سفارت)
  - لاگوس (سرکنسولگری)
- رواندا
  - کیگالی (سفارت)
- سنگال
  - داکار (سفارت)
- سیرالئون
  - فری تاون (سفارت)
- آفریقای جنوبی
  - پرتوریا (سفارت)
- سودان جنوبی
  - جوبا (سفارت)
- سودان
  - خارطوم (سفارت)
  - بور سودان (سرکنسولگری)
- تانزانیا
  - دارالسلام (سفارت)
  - زنگبار (سرکنسولگری)
- توگو
  - لومه (سفارت)
- تونس
  - تونس (سفارت)
- اوگاندا
  - کامپالا (سفارت)
- زامبیا
  - لوساکا (سفارت)
- زیمبابوه
  - هراره (سفارت)

## آمریکا
- آرژانتین
  - بوئنوس آیرس (سفارت)
- بولیوی
  - لاپاز (سفارت)
- برزیل
  - برازیلیا (سفارت)
  - ریودوژانیرو (سرکنسولگری)
- کانادا
  - اتاوا (سفارت)
  - مونترآل (سرکنسولگری)
- شیلی
  - سانتیاگو (سفارت)
- کلمبیا
  - بوگوتا (سفارت)
- کوبا
  - هاوانا (سفارت)
- اکوادور
  - کیتو (سفارت)
- گواتمالا
  - گواتمالاسیتی (سفارت)
- مکزیک
  - مکزیکوسیتی (سفارت)
- پاناما
  - پاناماسیتی (سفارت)
- پرو
  - لیما (سفارت)
- ایالات متحده آمریکا
  - واشینگتن دی سی (سفارت)
  - شیکاگو (سرکنسولگری)
  - هیوستون (سرکنسولگری)
  - لس آنجلس (سرکنسولگری)
  - نیویورک (سرکنسولگری)
- اروگوئه
  - مونته ویدئو (سفارت)
- ونزوئلا
  - کاراکاس (سفارت)

## آسیا
- افغانستان
  - کابل (سفارت)
- ارمنستان
  - ایروان (سفارت)
- جمهوری آذربایجان
  - باکو (سفارت)
- بحرین
  - منامه (سفارت)
- بنگلادش
  - داکا (سفارت)
- میانمار
  - یانگون (سفارت)
- چین
  - پکن (سفارت)
  - هنگ کنگ (سرکنسولگری)
  - شانگهای (سرکنسولگری)
- هند
  - دهلی نو (سفارت)
  - بمبئی (سرکنسولگری)
- اندونزی
  - جاکارتا (سفارت)
- ایران
  - تهران (دفتر حفاظت منافع مصر)
- عراق
  - بغداد (سفارت)
  - اربیل (سرکنسولگری)
  - موصل (سرکنسولگری)
- اسرائیل
  - تل اویو (سفارت)
  - Eilat (سرکنسولگری)
- ژاپن
  - توکیو (سفارت)
- اردن
  - امان (سفارت)
  - عقبه (سرکنسولگری)
- قزاقستان
  - آستانه (سفارت)
  - آلماتی (سرکنسولگری)
- کره شمالی
  - پیونگ یانگ (سفارت)
- کره جنوبی
  - سئول (سفارت)
- کویت
  - کویت (سفارت)
- لبنان
  - بیروت (سفارت)
- مالزی
  - کوالالامپور (سفارت)
- نپال
  - کاتماندو (سفارت)
- عمان
  - مسقط (سفارت)
- پاکستان
  - اسلام‌آباد (سفارت)
- تشکیلات خودگردان فلسطین
  - رام‌الله (دفتر نمایندگی)
  - غزه (دفتر نمایندگی)
- فیلیپین
  - مانیل (سفارت)
- قطر
  - دوحه (سفارت)
- عربستان سعودی
  - ریاض (سفارت)
  - جده (سرکنسولگری)
- سنگاپور
  - سنگاپور (سفارت)
- سری‌لانکا
  - کلمبو (سفارت)
- سوریه
  - دمشق (سفارت)
- تایلند
  - بانکوک (سفارت)
- ترکیه
  - آنکارا (سفارت)
  - استانبول (سرکنسولگری)
- امارات متحده عربی
  - ابوظبی (سفارت)
  - دبی (سرکنسولگری)
- ازبکستان
  - تاشکند (سفارت)
- ویتنام
  - هانوی (سفارت)
- یمن
  - صنعا (سفارت)
  - عدن (کنسولگری)

## اروپا
- آلبانی
  - تیرانا (سفارت)
- اتریش
  - وین (سفارت)
- بلژیک
  - بروکسل (سفارت)
- بوسنی و هرزگوین
  - سارایوو (سفارت)
- بلغارستان
  - صوفیه (سفارت)
- کرواسی
  - زاگرب (سفارت)
- قبرس
  - نیکوزیا (سفارت)
- جمهوری چک
  - پراگ (سفارت)
- دانمارک
  - کپنهاگ (سفارت)
- فنلاند
  - هلسینکی (سفارت)
- فرانسه
  - پاریس (سفارت)
  - مارسی (سرکنسولگری)
- آلمان
  - برلین (سفارت)
  - فرانکفورت (سرکنسولگری)
  - هامبورگ (سرکنسولگری)
- یونان
  - آتن (سفارت)
- سریر مقدس
  - واتیکان (سفارت)
- مجارستان
  - بوداپست (سفارت)
- جمهوری ایرلند
  - دوبلین (سفارت)
- ایتالیا
  - رم (سفارت)
  - میلان (سرکنسولگری)
- مالت
  - والتا (سفارت)
- هلند
  - لاهه (سفارت)
- نروژ
  - اسلو (سفارت)
- لهستان
  - ورشو (سفارت)
- پرتغال
  - لیسبون (سفارت)
- رومانی
  - بخارست (سفارت)
- روسیه
  - مسکو (سفارت)
- صربستان
  - بلگراد (سفارت)
- اسلواکی
  - براتیسلاوا (سفارت)
- اسلوونی
  - لیوبلیانا (سفارت)
- اسپانیا
  - مادرید (سفارت)
- سوئد
  - استکهلم (سفارت)
- سوئیس
  - برن (سفارت)
  - ژنو (سرکنسولگری)
- اوکراین
  - کی یف (سفارت)
- بریتانیا
  - لندن (سفارت)

## اقیانوسیه
- استرالیا
  - کانبرا (سفارت)
  - ملبورن (سرکنسولگری)
  - سیدنی (سرکنسولگری)
- نیوزیلند
  - ولینگتون (سفارت)

## سازمان‌های چندجانبه
- اتحادیه آفریقا
  - آدیس آبابا (مأموریت دائمی به اتحادیه آفریقا)
- سازمان غذا و کشاورزی
  - رم (مأموریت دائم به FAO)
- اتحادیه اروپا

- - بروکسل (مأموریت به اتحادیه اروپا)
- سازمان ملل متحد
  - ژنو (مأموریت دائمی به سازمان ملل متحد و دیگر سازمان‌های بین‌المللی)
  - نیویورک (مأموریت دائمی به سازمان ملل متحد)
  - نایروبی (مأموریت دائمی به سازمان ملل متحد و دیگر سازمان‌های بین‌المللی)
  - وین (مأموریت دائم به سازمان ملل متحد)
- یونسکو
  - پاریس (مأموریت دائمی به یونسکو)

## مأموریت های دیپلماتیک معتبر (غیر مقیم)
1. مالدیو (کلمبو)
2. بوتسوانا (پرتوریا)
3. بلیز (شهر مکزیک)
4. پاپوآ گینه نو (کانبرا)
5. سائوتومه و پرنسیپ (لیبرویل)
6. پالائو (مانیل)
7. مولدووا (بخارست)
8. موریس (پرتوریا)
9. گینه بیسائو (کوناکری)